# Государственный советник юстиции Российской Федерации
Государственный советник юстиции Российской Федерации — в 1991—2007 гг. высший классный чин в органах юстиции Российской Федерации. Установлен Постановлением Президиума Верховного Совета РСФСР от 1 июля 1991 г. № 1506-I «Об установлении классных чинов для работников органов юстиции и государственного нотариата РСФСР» (в то время чин назывался — государственный советник юстиции РСФСР).
Чин присваивался Президентом Российской Федерации лицам, занимающим должности Министра юстиции Российской Федерации и Генерального директора Судебного департамента при Верховном Суде Российской Федерации. На погонах государственного советника юстиции Российской Федерации вышивались золоченый Государственный герб Российской Федерации высотой 30 мм и золочёная выпуклая пятиконечная звёздочка диаметром 30 мм (между гранями звёздочки вышиваются по пять лучей).
Чин упразднен Указом Президента Российской Федерации от 19 ноября 2007 г. № 1554 «О порядке присвоения и сохранения классных чинов юстиции лицам, замещающим государственные должности Российской Федерации и должности федеральной государственной гражданской службы, и установлении федеральным государственным гражданским служащим месячных окладов за классный чин в соответствии с присвоенными им классными чинами юстиции». Вместо него введён чин действительного государственного советника юстиции Российской Федерации, который также присваивается лицам, занимающим должности Министра юстиции Российской Федерации и Генерального директора Судебного департамента при Верховном Суде Российской Федерации.
Этим же Указом установлено, что классный чин государственного советника юстиции Российской Федерации, присвоенный ранее в соответствии с Положением о классных чинах работников органов юстиции и государственного нотариата РСФСР, утверждённым Постановлением Президиума Верховного Совета РСФСР от 1 июля 1991 г. № 1506-I «Об установлении классных чинов для работников органов юстиции и государственного нотариата РСФСР», лицам, замещающим государственные должности Российской Федерации, считается классным чином действительного государственного советника юстиции Российской Федерации.

## Государственные советники юстиции Российской Федерации
После даты присвоения классного чина стоит номер Указа Президента Российской Федерации, которым присвоен чин.
1. 24 декабря 1992 г., № 1632 — Федоров Николай Васильевич, Министр юстиции Российской Федерации
2. 12 августа 1993 г., № 1241 — Калмыков Юрий Хамзатович, Министр юстиции Российской Федерации
3. 6 февраля 1995 г., № 95 — Ковалёв Валентин Алексеевич, Министр юстиции Российской Федерации (Указом Президента Российской Федерации от 11 февраля 2002 г. № 157 в связи с вступлением в законную силу приговора Московского городского суда о лишении В. А. Ковалёва классного чина государственного советника юстиции Российской Федерации и почётного звания «Заслуженный юрист Российской Федерации» указ о присвоении чина признан утратившим силу)
4. 6 октября 1997 г., № 1088 — Степашин Сергей Вадимович, Министр юстиции Российской Федерации
5. 4 июля 1998 г., № 767 — Крашенинников Павел Владимирович, Министр юстиции Российской Федерации
6. 31 августа 1999 г., № 1133 — Чайка Юрий Яковлевич, Министр юстиции Российской Федерации
7. 22 декабря 1999 г., № 1677 — Чернявский Валентин Семёнович, Генеральный директор Судебного департамента при Верховном Суде Российской Федерации
8. 18 ноября 2004 г., № 1460 — Гусев Александр Владимирович, Генеральный директор Судебного департамента при Верховном Суде Российской Федерации